# Molí de boles

Molí de boles

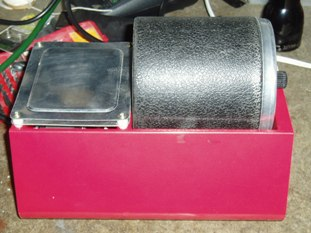
Molí de boles de sobretaular

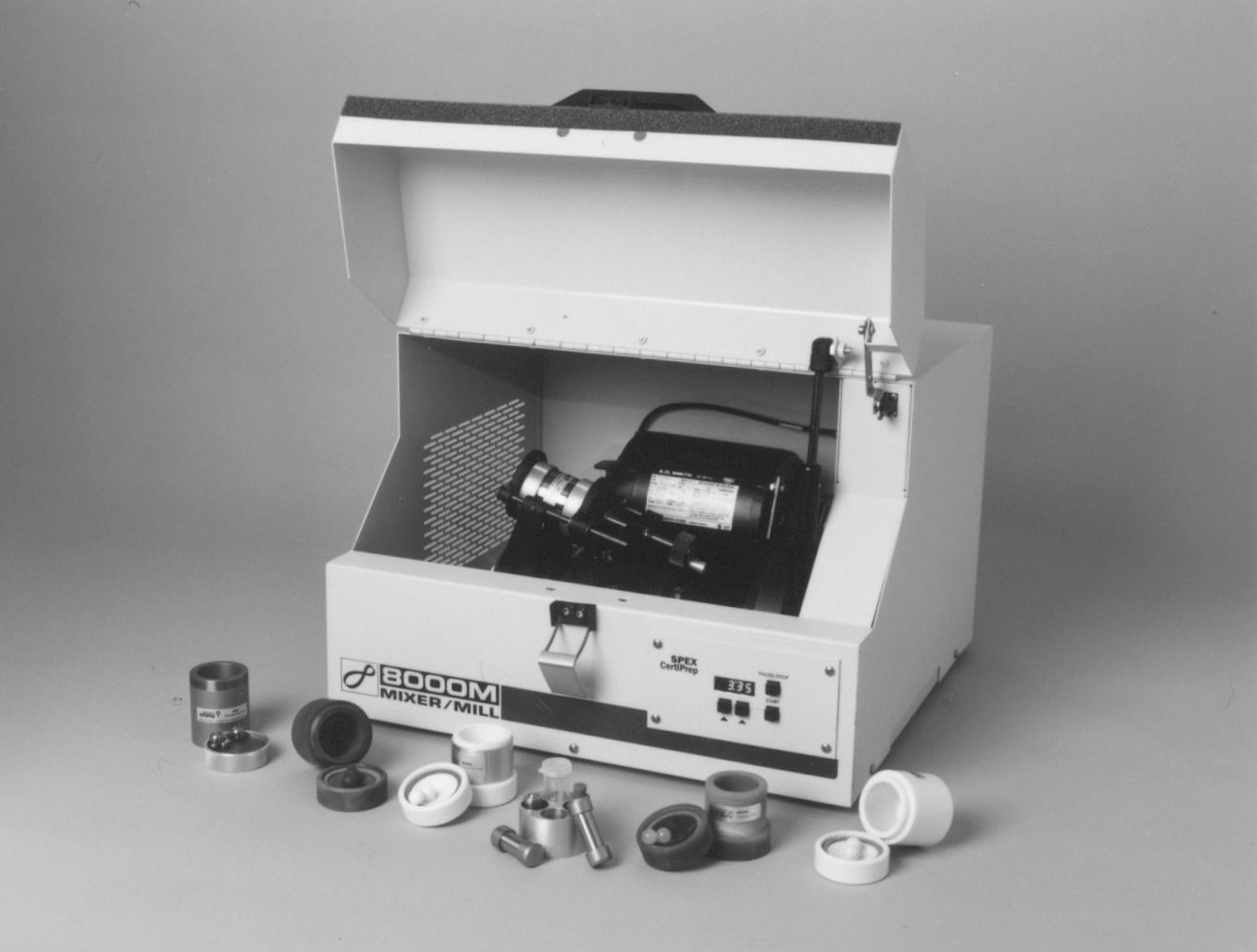
Molí de boles d'escala de laboratori

Un molí de boles és un tipus del molinet utilitzat per moldre i mesclar materials per ús en processos de preparació de minerals, pintures, pirotècnia, ceramics i sinterització de làser selectiu. Funciona pel principi d'impacte i atrició: la reducció de mida s'obté per impacte en caure les boles de dalt del cilindre.
Un molí de boles consisteix d'un recipient cilíndric buit que gira sobre el seu eix. L'eix del cilindre pot ser tant horitzontal com tenir un angle petit amb l'horitzontal. És parcialment omplert amb boles. Els mitjà abrasiu són les poden ser fets d'acer (croma acer), acer inoxidable, ceràmic, o goma. La superfície interior del cilindre és normalment ratllat amb un material resistent a l'abrasió com l'acer de manganès o goma. Menys desgast té lloc dins la goma va ratllar molins. La longitud del molí és aproximadament igual al seu diàmetre.
La idea general darrere del molí de boles és molt antiga, però no va ser fins a la revolució industrial i la invenció de la màquina de vapor que es va poder fabricar un molí de boles eficaç. Hi ha referències de que va ser utilitzat per moldre sílex destinat a fer ceràmica al 1870.

## Operació
En el cas del molí de boles d'operació contínua, el material a moldre és alimentat des d'un costat a través d'un con de 60° i el producte és alliberat per l'altre costat, a través d'un con de 30°. Mentre el cilindre gira, les boles són arrossegades cap amunt en el costat de pujada del cilindre i llavors cauen cap avall prop de l'extrem del cilindre. Les partícules sòlides, al caure barrejades amb les boles, són reduïdes de mida per impacte amb aquestes.

## Aplicacions
El molí de boles és utilitzat per moldre materials com carbó, pigments, i feldespat per fer terrissa. La molta pot ser dut a terme qualsevol humit o sec però l'anterior és actuat a velocitat baixa. Mesclant dels explosius és un exemple d'una aplicació per pilotes de goma. Per sistemes amb components múltiples, fresatge de boles ha estat mostrat per ser eficaç en creixent sòlid-reactivitat química estatal. A més, fresatge de boles ha estat mostrat eficaç per producció de materials amorfs.

## Descripció

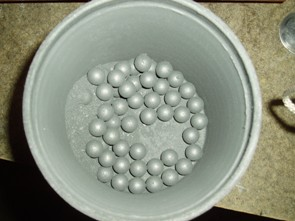
Antimoni-plom suport de molta amb pólvores d'alumini.

Molí de boles d'alta energia

Un molí de boles, és un tipus de molinet, és un dispositiu cilíndric que s'utilitza utilitza en la molta (o barreja) de materials com menes, substàncies químiques, materials crus ceràmics i pintures. Els molins de boles giren al voltant d'un eix horitzontal, parcialment omplert amb el material que es vol moldre més el medi abrasiu. Els materials diferents són utilitzats com mitjans abrasius, incloent pilotes ceràmiques, còdols de sílex i pilotes d'acer inoxidable. Un efecte-cascada intern redueix el material a unes pólvores fines. Molins de boles industrials poden operar contínuament, alimentant-los per un extrem i buidant-los per l'altre.
Gran a medi-sized molins de boles són mechanically rotated en el seu eix, però petit uns normalment consisteixen d'un cilíndric capped contenidor que seu damunt dos fustos de passeig (pulleys i els cinturons solen transmet moviment rotatiu). Un rock tumbler funcions en el mateix principi. Molins de boles són també utilitzat en pirotècnies i la fabricació de pólvora negra, però no pot ser utilitzat en la preparació d'algun pyrotechnic mescles com pólvora de flaix a causa de la seva sensibilitat a impacte. Alt-molins de boles de la qualitat són potencialment car i pot moldre partícules de mescla a tan petit mentre 5 nm, enormement àrea de superfície creixent i índexs de reacció. Les feines de moldre en el principi de velocitat crítica. La velocitat crítica pot ser entesa com aquella velocitat després de quines les pilotes d'acer (quins són responsables pel molent de partícules) inici rotating al llarg de la direcció del dispositiu cilíndric; per això causant cap més llunyà molent.
Els Molins de boles són utilitzats extensament en el procés d'aliatge mecànic en el que no són només utilitzats per moldre sinó com soldadura freda també, amb el propòsit de produir aliatges a partir d'unes pólvores.

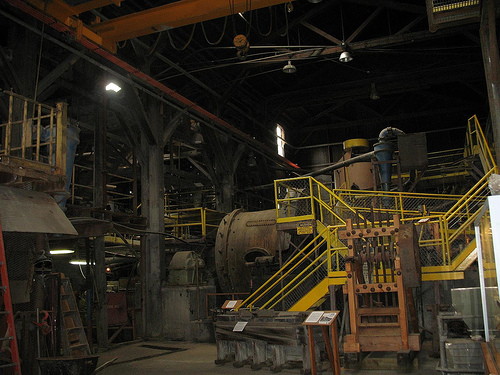
Un molí de boles dins el Mayflower el molí proper Silverton, Colorado.

El molí de boles és una peça clau d'equipament per moldre materials triturats, i és àmpliament utilitzat dins línies de producció de pólvores com ciment, silicats, material refractari, adob, vidre ceràmiques, etc. Així com per adobar menes de metalls d'ambdós tipus ferroses i no ferroses. El molí de boles pot moldre diverses menes i altres materials qualsevol humit o sec. Hi ha dues classes de molí de boles, grate tipus i overfall tipus a causa de maneres diferents d'alliberar material.
Hi ha molts tipus de moldre els mitjans de comunicació adequats per ús en un molí de boles, cada material havent-hi les seves propietats específiques pròpies i avantatges. Propietats claus de moldre els mitjans de comunicació són mida, densitat, duresa, i composició.

## Avantatges del molí de boles

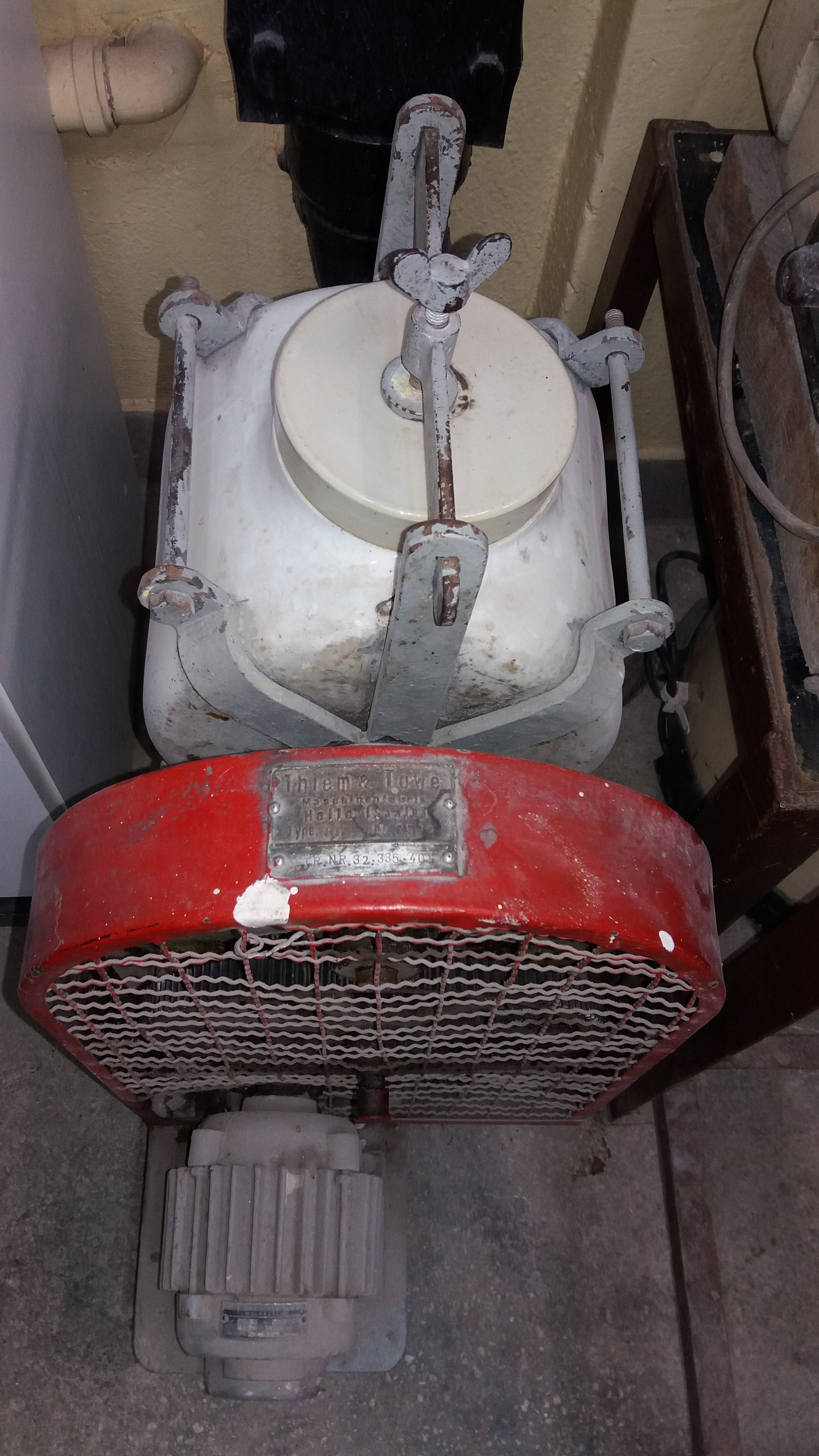
Molí de boles ceràmiques d'abans de 1945 Thiem&Towe Halle, propietat de Facultat de Química, Gdańsk Universitat de Tecnologia

El molí de boles té diversos avantatges sobre altres sistemes: el cost d'instal·lació i del mitja molent és baix; és adequat per ambdós tipus de procés, per lots i en operació contínua, de la mateixa manera és adequat per la molta en circuit obert com per la molta en circuit tancat i és aplicable per a materials de tots els graus de duresa.

## Varietats
A part dels molins de boles corrents hi ha un segon tipus de molí de boles anomenat molí de boles planetari. Els olins de boles planetaris són més petits que els molins de boles corrents i principalment utilitzats en laboratoris per moldre material de mostra a mides molt petites. Un molí de boles planetari consta de, com a mínim un cilindre molent que és arranjat excèntricament en una roda anomenada roda del sol. La direcció de gir de la "roda de sol" és oposat a la del cilindre del molí (amb una proporció: 1:-2 o 1:-1 o més).
Les pilotes de moldre en els cilindres de moldre són sotmeses a moviments rotacionals superposats, amb les corresponents forces de Coriolis. La diferència de velocitats entre les pilotes i molent els pots produeix una interacció entre les forces de friccional i les forces d'impacte, que allibera gran quantitat d'energia dinàmica. La interacció entre aquestes forces produeix el grau alt i molt eficaç de reducció de mida en aquest tipus de molí